# François Labelle
François Labelle est un pédagogue et prêtre sulpicien québécois connu pour avoir fondé le collège de l'Assomption.

## Biographie
Né à la Pointe-Claire, près de Montréal, le 5 juillet 1795, de François Labelle et de Françoise Biron, il fit ses études au séminaire de Montréal et à Nicolet. Il fut ordonné le 22 novembre 1818. 
Il fut vicaire à la Rivière-Ouelle (1818-1821); curé des Éboulements (1821-1826), avec desserte de l'Île-aux-Coudres (1822-1823); curé de Beauharnois (1826-1830), avec desserte de Saint-Timothée-de-Beauharnois (1826-1828).
Il a fondé avec Jean-Baptiste Meilleur et Cazeneuve en 1832 le collège de L'Assomption, dont il fut curé de 1830 à 1845, pour instruire les garçons. 
Il fut également curé de Repentigny de 1845 à 1855, où il se retire de 1855 à 1865 et décède le 1er mars 1865. Depuis 1994, une école privée est nommée en son honneur dans cette ville. 